# Ferup Station
Ferup Station var en station på Troldhede-Kolding-Vejen Jernbane (1917-68), anlagt ½ km nord for landsbyen Ferup. Stationen havde 92 m læssespor med sporskifte i begge ender og siderampe.
Stationsbygningen blev tegnet af arkitekt Robert V. Schmidt og opført i 1916 af murermester Anton Jeppesen fra Taulov. Den er bevaret på Harager 7 som privat bolig. Fra Ferup går Troldhedestien på banetracéet til Kolding.